# Näsben

Näsbenet har i bilden nr. 3, mörkgrön färg.

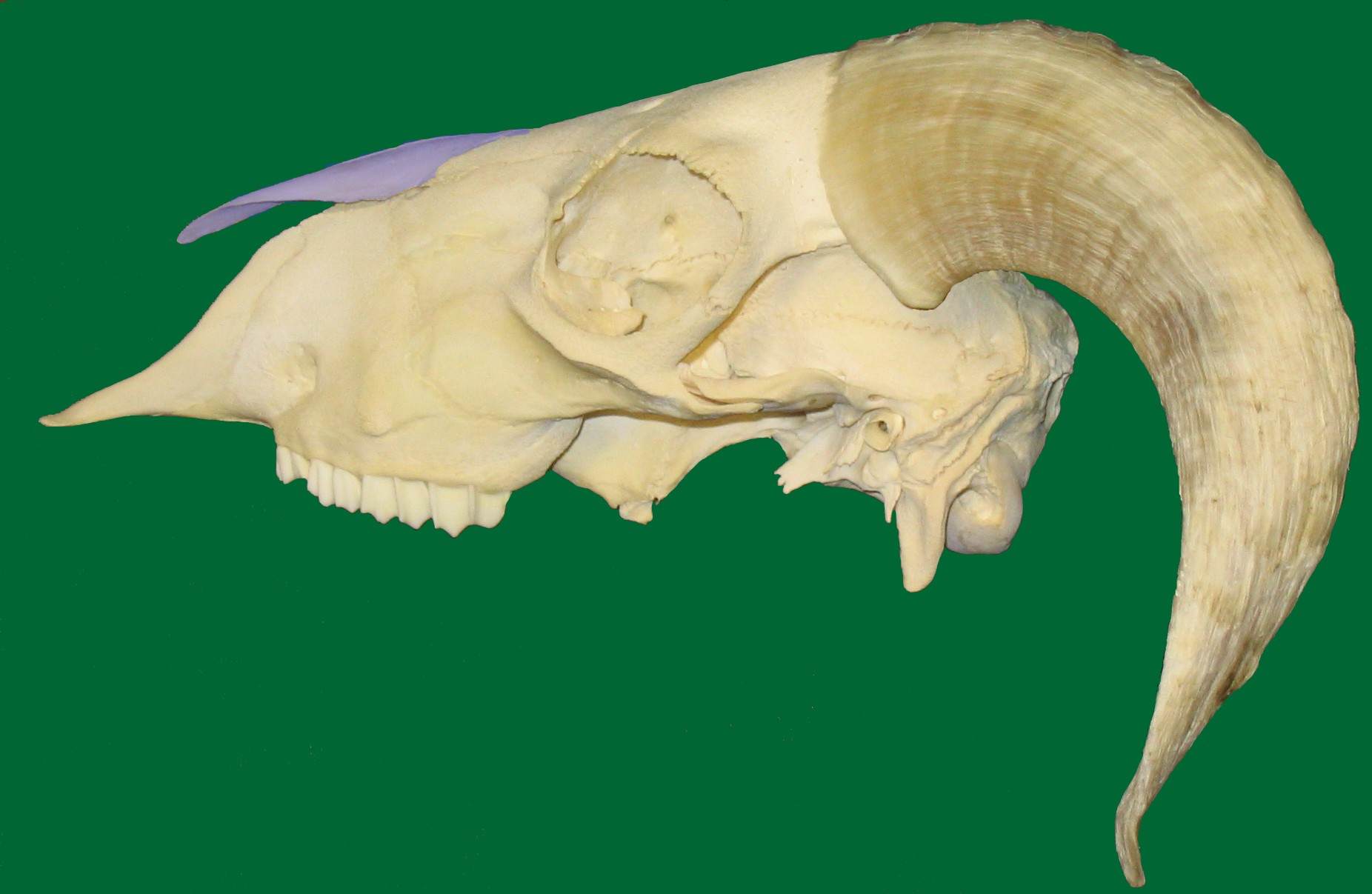
Skalle av ett får, näsbenet markerat med ljusblå färg

Näsbenet (latin os nasale) är en del av ryggradsdjurens skelett, placerad på skallbenet. Näsbenet tillhör ansiktsskelettet. Näsbenet består egentligen av två näsben som växer ihop.